# Holger Danske (opera)
 For alternative betydninger, se Holger Danske (flertydig). (Se også artikler, som begynder med Holger Danske)
Holger Danske er en opera fra 1789 af F.L.Æ. Kunzen og Jens Baggesen. Det er den første opera der er skrevet i Danmark. Da operaen blev uropført, gav det anledning til en af de største fejder, Holgerfejden, nogensinde om den danske og den tyske identitet og om operaen, som genre.
Operaen indgår i Kulturkanonen.